# أولاد عفيف (أولاد عفيف)
أولاد عفيف هي إحدى مشيخات المملكة المغربية، تتبع جغرافيا لإقليم سطات وإداريًا لأولاد عفيف. يقدر عدد سكانها بـ 7170 نسمة حسب الإحصاء الرسمي للسكان والسكنى لسنة 2004.